# Arkandis Digital Foundry

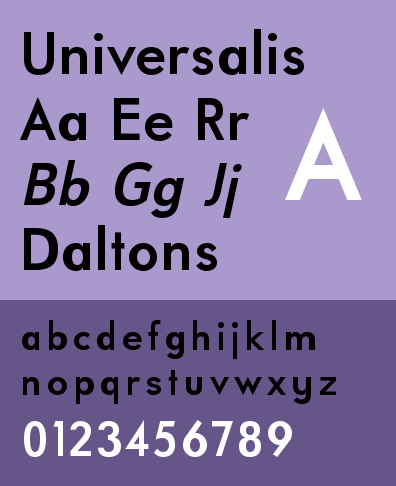
Universalis-Std

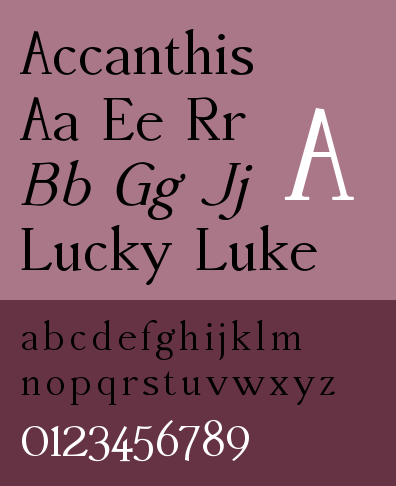
Accanthis-Std

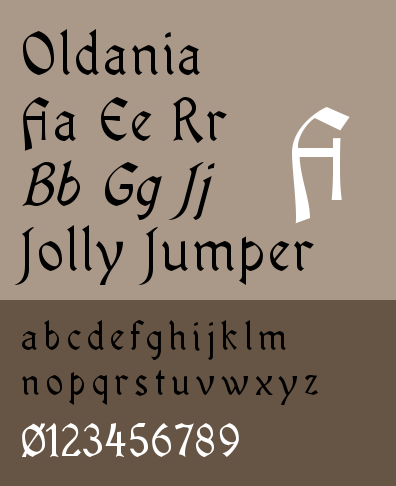
Oldania-Std

Arkandis Digital Foundry is een website die meehelpt bij het aanbieden van een grote collectie van kwalitatief goede lettertypes voor publicaties en open source-programma's.

## Het doel van de website
Het doel met de collectie lettertypes die op de site aangeboden wordt, is drieledig:
1. Het bieden van lettertypes ten behoeve van artistieke creativiteit in publicaties voor degenen die de kosten van gewone lettertypes niet kunnen opbrengen.
2. Het beschermen van professionele lettertypes door het aanbieden van vrije alternatieven.
3. Het maken van lettertypes geeft plezier.

## Overzicht van aangeboden lettertypes

### Door Arkandis Digital Foundry ontworpen lettertypes[2]
- Accanthis-Std-serie
- Aurelis-Std
- Baskervald-Std
- Berenis-Pro
- Electrum-Exp
- Gillius-collectie
- Ikarius-serie
- Irianis-Std
- Libris-Std
- NeoGothis-Std
- Mekanus-Std
- Oldania-Std
- Romande-Std
- Tribun-Std
- Universalis-Std
- Dingbats:
  - OrnementsADF
  - SymbolADF
  - KeypadADF

Deze lettertypes zijn gelicenseerd onder de GPL (versie twee en later), met de uitzondering voor lettertypes.

### Door Arkandis Digital Foundry bewerkte open source-lettertypes[3]
- Verana Sans-familie (afkomstig van Bitstream Vera)
- Verana (Serif)-familie (afkomstig van Bitstream Vera Serif)
- SwitzeraADF (afkomstig van Vera Sans)